# Dardavaz
Dardavaz is een plaats (freguesia) in de Portugese gemeente Tondela en telt 962 inwoners (2001).